# Geistervariationen
Geistervariationen (Variaciones Fantasma) o Thema mit Variationen in Es-Dur für Klavier (Tema con variaciones en mi bemol mayor para piano), WoO 24 es una de las últimas composiciones de Robert Schumann compuesta en 1854. Las variaciones fueron escritas justo antes de su internamiento en un sanatorio mental y actualmente es una de obras menos interpretadas y difundidas del autor. 

## Historia
El WoO 24 constituye la última obra de Schumann antes de ser internado en el sanatorio mental de Endenich, Bonn. Wolf-Dieter Seiffert escribió en el prólogo a Thema mit Variationen (Geistervariationen) que, durante aquella época de su vida, Schumann creía estar rodeado de espíritus que tocaban música para él, siendo esta tanto "maravillosa" como "horrible". Estos espíritus le ofrecían "las más magníficas revelaciones", pero también le amenazaban con enviarle al infierno. Seiffert escribe que entre los días 17 y 18 de febrero de 1854 Schumann escribió un tema que, según él, le fue dictado por ángeles, sin reconocer que se trataba en realidad de un tema que él mismo había escrito tiempo atrás. Algunos días más tarde comenzó a escribir una serie de variaciones sobre este mismo tema. 
Mientras se encontraba trabajando aún en la composición de estas variaciones, el 27 de febrero, se lanzó a las heladas aguas del Rhin de las que fue finalmente rescatado y llevado a casa. Después de sobrevivir a este intento de suicidio continuó trabajando en ellas. Al siguiente día completó la obra y envió el manuscrito a su mujer Clara que, por recomendación del médico, había sido ya separada de él.

## Movimientos
Esta composición consta de los siguientes movimientos:
1. Tema – Leise, innig (Tranquilo, serio)
2. Variación  I
3. Variación II – Canonisch (como un canon)
4. Variación III – Etwas belebter (Algo más animado)
5. Variación IV
6. Variación V

## Influencia
Hay una serie de obras en las que se cita el WoO 24.
- Johannes Brahms: Variationen über ein Thema von Schumann in Es-Dur (Variaciones sobre un tema de Schumann en mi bemol mayor), Op. 23 (1863) para piano a 4 manos.
- Aribert Reimann: Sieben Fragmente für Orchester in memoriam Robert Schumann (Siete fragmentos para orquesta en memoria de Robert Schumann) (1988)
- Tori Amos: "Your Ghost", canción incluida en el álbum Night of Hunters de 2011.
- Mathias Énard: Boussole (Brújula), novela de 2016.